# 古川市
古川市（日语：／ Furukawa shi */?）是1950年到2006年期間，位于宮城縣北部大崎平原中心的一市。現大崎市的中心地區。